# Суперкубок Іраку з футболу 2001
Суперкубок Іраку з футболу 2001  — 6-й розіграш турніру. Матч відбувся 17 вересня 2001 року між чемпіоном Іраку клубом Аль-Завраа та віце-чемпіоном Іраку клубом Аль-Кува Аль-Джавія.
| Володар Суперкубка Іраку 2001    |
| -------------------------------- |
|                                  |
| Аль-Кува Аль-Джавія Другий титул |

## Матч

### Деталі
| 17 вересня 2001 |

| Аль-Завраа | 0:1      | Аль-Кува Аль-Джавія |
| ---------- | -------- | ------------------- |
|            | Протокол | Абдул-Халік 62'     |

| Аль-Шааб, Багдад Арбітр: Сабах Касім |